# Laúd árabe
El laúd árabe, oud o ud (persa: بربط barbat; árabe: عود ʿūd; somalí: kaban; turco: ud o ut); griego: ούτι; armenio: ուդ) es un instrumento de cuerda pulsada con 11 o 12 cuerdas agrupadas 5 o 6 órdenes, fabricado en madera de caja de resonancia redondeada con forma de pera, un mástil más corto y que carece de trastes (en comparación con la guitarra). El laúd fue el instrumento de cuerda pulsada más extendido. 
Fue introducido en Europa en el siglo VII por los árabes y sirvió de modelo para el laúd europeo. Los europeos se familiarizaron con este instrumento durante las Cruzadas en el siglo XI.

## Nombre
La palabra "laúd" deriva del árabe العود (al-ʿūd, literalmente "la madera") aunque investigaciones recientes hechas por Eckhard Neubauer sugieren que ʿūd es una versión arabizada del nombre persa rud, que significa cuerda, instrumento de cuerdas o laúd. Gianfranco Lotti sugiere que la denominación "madera" originalmente trajo connotaciones despectivas, debido a proscripciones de la música instrumental del antiguo Islam.[cita requerida]
El nombre de este instrumento (que en las lenguas europeas ha incorporado la l del artículo al- árabe) es luth en francés, laute en alemán, liuto en italiano, luit en holandés y laúd en español. La palabra "luthier" que significa fabricante de instrumentos de cuerda, deriva también de la palabra francesa luth.

## Ejecución y afinación del laúd árabe
La ornamentación y la improvisación son fundamentales para una ejecución correcta. 
Hay diferentes formas de afinar el laúd árabe. Todas las afinaciones son presentadas desde la cuerda del curso más bajo hasta la cuerda del curso más alto. Las siguientes afinaciones son de Lark in the Morning y Oud Café:

### Afinación del laúd árabe
- G A D G C F
- D G A D G C
- C F A D G C, Esta es la afinación más comúnmente usada.
- C E A D G C
- F A D G C F
- B E A D G C F, Afinación de un laúd de siete cuerdas.

### Afinaciones del laúd turco ("ud") Cümbüş
- Afinación Clásica Antigua Turca: A D E A D G
- Variante de Afinación Estilo Griego/Armenio/Turco: C# F# B E A D
- Afinación Estilo Griego/Armenio: E A B E A D
- Afinación Cümbüş Estándar: D E A D G C

## Lista de famosos intérpretes de laúd

### EnArabia Saudita
- Abadi Al Johar
- Khaled Abdulrahman
- Talal Maddah
- Azazy
- Mohamed Abdu
- Fares Mahdi

### EnIrán
- Hossein Behroozinia (1962-)
- Arsalan Kamkar (1960-)
- Mansour Nariman (1938-)
- Mohammad Delnavazi (1954-)
- Mohammad Firoozi (1957-)
- Jamal Jahanshad (1948-)
- Yousef Kamoosi (1902-1987)
- Ahad Goharzadeh (1958-?)
- Mohammad Khansarian (1948-)
- Hasan Manoochehri (1934-)
- Shahram Mirjalali (1959-)
- Akbar Mohseni (1911-1995)
- Abdulvahab Shahidi (1921-)
- Nasrollah Zarrinpanjeh (1906-1982)

### EnEstados Unidos
- Ahmed Abdul-Malik (Estados Unidos/Sudán)
- Sandy Bull
- Carmine Guida
- George Wakim

#### En Estados Unidos, de ascendencia armenia
- John Berberian
- Richard Hagopian
- John Bilezikjian
- Charles "Chick" Ganimian
- Marty Kentigian
- George Mgrdichian
- Marko Melkon (Melkon Alemsharian)
- Harry Minassian

### EnTurquía
- Udi Hrant Kenkulian (de ascendencia armenia)
- Coşkun Sabah
- Çinuçen Tanrıkorur
- Serif Muhiddin Targan
- Yorgo Bacanos (de ascendencia griega)
- Necati Çelik
- Yurdal Tokcan
- Mutlu Torun

### EnIrak
- Rahim AlHaj
- Jamil Bashir
- Munir Bashir (Iraq/Hungría)[4]
- Ahmed Mukhtar
- Naseer Shamma

### EnMarruecos
- Said Chraibi
- Ahmed El Bidaoui
- Driss El Maloumi
- Armand Sabach

### EnLíbano
- Rabih Abou-Khalil
- Marcel Khalife
- Charbel Rouhana

### EnPalestina
- Nizar Rohana
- Le Trio Joubran[5]
- Wissam Joubran[6]
- Simon Shaheen
- Samer Totah[7]

### EnSiria
- Farid Al Attrach (Siria/Egipto)
- Alsiadi[8] (Siria/USA)

### EnTúnez
- Anouar Brahem
- Amine-Hamza M'RAIHI
- Ali Es-Sriti
- Khmaies Tarnen
- Achref chargui

### EnIsrael
- Yair Dalal (Israel/Iraq)
- Taiseer Alias
- Armond Sabah (Israel/Marruecos)

### EnKuwait
- Yousif Al Mutrif
- Rashid Al Hameli

### EnGrecia
- Alekos K. Vretos[9]
- Haig Yazdjian (de ascendencia armenia)

### Otros
- Gordon Grdina (Canadá)
- Sean Goharzadeh (Canadá)
- Hamza El Din (Sudán)
- Ahmad Firdaus Baragbah (Jambi/Indonesia)
- Yuji Tsunemi(Japan)
- Zulkarnain Yusof (Johor/Malasia)
- Samir Zaki (Jordania)
- Ali Bin Rogha (Emiratos Árabes Unidos)
- Ahmed Fathi (Yemén)
- Yolihuani Curiel (México)
- Mario Kirlis (Argentina)
- Aram Barakian (Uruguay)

## Lista de famosos fabricantes de laúdes árabes
- Ibrahim Ada (Turquía)
- Salmeen (Kuwait)
- Manol (Manolis Venios)(Griego, viviendo en Constantinopla - 19th cen.)
- Tasos Theodorakis (Griego)
- Wissam Joubran (Palestine)
- Jafar Abedini (Irán)
- Nariman Abnoosi (Irán)
- Mohsen Ajdari (Irán)
- Mohammad Taghi Arafti (Irán)
- Mohammad Ashari (Irán)
- Al Assel - Maurice Shehata (Egipto)
- Mohammed Fadehl (Irak)
- Yaroub Fadhel (Irak, haciendo ouds en Túnez)
- Gawraret El Fan (Egipto)
- Nazih Ghadban (Líbano)
- Hasan Manoochehri (Irán)
- Fawzi Manshad (Irak-Basora)
- Ebrahim Ghanbari Mehr (Irán)
- Mohammadi Brothers (Irán)
- Khalil Mousavi (Irán)
- Viken Najarian (California)
- Ebrahim Suker (Syria)
- Bahram Taherian (Irán)
- Faruk Turunz (Turquía)
- Nahat & Sons (Siria)
- Mario Epstein (Idaho)
- Onnik Karibyan (Turquía, de descendientes Armenios)
- Abady AlJohar (Arabia Saudita)
- Faisal Alawy (Yemén)